# 펫스콥
펫스콥(Petscop)은 토니 도메니코(Tony Domenico)가 유튜브에 업로드한 웹 시리즈다. 영상 속 화자인 폴(Paul)이 2010년대 중반에 개발한 괴담용 게임이다. 2019년도에 트윗에 자신이 개발했다고 증명,얘기하였다.

## 개요
폴은 크리스마스 당시 받은 선물인 펫스콥이라는 미완성된 플레이스테이션 게임을 플래이하면서 이 게임이 진짜임을 보여주기 위해 녹화를 한다. 게임 속 주인공 캐릭터에게 자신의 이름인 Paul(폴)이라 짓고 표면상으로만 나온 스테이지인 이븐 캐어(Even Care)에 들어가 펫들을 잡다가 게임에 동봉된 쪽지에 적힌 숨겨진 명령을 입력하여 뉴메이커 차원(Newmaker Plane)이라는 숨겨진 장소로 가게 된다. 폴은 이곳에 있는 의문의 요소들을 탐험하게 된다.

## 등장 인물
- 폴(Paul) - 영상의 주인공이자 화자로 게임을 조사하겠다는 열정을 가진 것 이외에는 어떠한 인물인지 알려지지 않았다.
- 가디언(Guardian) - 게임의 주인공으로 본래 이름은 플레이어가 임의로 지어 넣는 것이나 후반부에 가디언이라는 이름임이 확인된다.
- 도구(Tool) - 눈사람과 유사한 형상에 뾰족한 뿔을 달고 있는 정체불명의 물체로 여러 가지 색상으로 존재한다. 이 중 빨간색 도구와 핑크색 도구는 플레이어의 질문에 따라 정해진 답변을 할 수 있다.
- 마빈(Marvin)
- 캐어(Care)
- 티아라(tiara)

리나(rina)

### 펫
- 란디스(Randice)
- 토네스(Toneth)
- 웨이비(Wavey)
- 앰버(Amber)
- 펜(Pen)
- 로네스(Roneth)
- 허드슨(Hudson) - 미등장한 펫으로 Extra Stuff 메뉴에서 컨셉 아트로만 등장한다.

## 같이 보기
- 아날로그 호러